# 1696 na literatura

## Nascimentos
| Data | Nome | Profissão | Nacionalidade | Observações | Ref |
| ---- | ---- | --------- | ------------- | ----------- | --- |

## Mortes
| Data           | Nome               | Profissão                | Nacionalidade | Observações     | Ref |
| -------------- | ------------------ | ------------------------ | ------------- | --------------- | --- |
| 10 de Maio     | Jean de La Bruyère | ensaista e moralista     | França        | n. 1645         |     |
| 26 de Novembro | Gregório de Matos  | advogado e poeta barroco | Brasil        | n. 1623 ou 1633 |     |